# Philippe Joseph Marie Caristie
Pour les articles homonymes, voir Caristie.
Philippe Joseph dit Jean-Marie Caristie, né à Avallon le 12 décembre 1775 et mort à Avallon le 10 octobre 1852, est un ingénieur des ponts et chaussées français.

## Biographie
Élève de la première promotion de l'École polytechnique en 1794, c'est à ce titre qu'il fait partie de la campagne d'Égypte.
Il se trouvait dans la maison du général Caffarelli pendant la première révolte du Caire, mais il réussit à s'échapper. Il étudie avec Martin la topographie du Fayoum entre juillet 1800 et février 1801.
De retour en France, il est ingénieur en chef des Ponts et chaussées pour le département du Vaucluse de 1804 à 1817.
Son frère, Auguste Caristie, est un architecte Prix de Rome. Son fils, Charles-Auguste dit Martel Caristie sera comédien pensionnaire à la Comédie-Française.